# Rosie Foley
Pour les articles homonymes, voir Foley.

a Compétitions nationales et continentales officielles uniquement.

b Matchs officiels uniquement.
Rosie Foley, née en 1984, est une joueuse internationale irlandaise de rugby à XV occupant le poste de deuxième ligne au Shannon RFC en club et pour la province du Munster.
Son père Brendan Foley (en) est un joueur international irlandais de rugby à XV, tout comme son frère Anthony Foley qui fut en plus entraîneur.

## Biographie
Rosie Foley grandit à Murroe (en) dans le comté de Limerick. Elle est la fille de Brendan Foley (en), joueur international irlandais, et la sœur d'Anthony Foley, joueur international irlandais et entraîneur de rugby à XV décédé en 2016.
Elle commence le rugby à XV à l'âge de vingt-deux ans lorsqu'elle étudie à l'université de Limerick. Par la suite, elle joue avec l'équipe de la province du Munster.
Par la suite, elle joue avec l'Irlande de 2001 à 2006, avec qui elle compte trente-neuf capes internationales à l'issue de sa carrière de joueuse,,.
En dehors du rugby à XV, elle est professeure d'éducation physique,.

## Palmarès
- 39 sélections en équipe d'Irlande.
- Participations au Tournoi des Six Nations.